# Hansenium expansum
Hansenium expansum är en kräftdjursart som beskrevs av Brian Frederick Kensley och Marilyn Schotte 2002. Hansenium expansum ingår i släktet Hansenium och familjen Stenetriidae. Inga underarter finns listade i Catalogue of Life.